# Diocese de Graz-Seckau
A Diocese de Graz-Seckau (em latim: Dioecesis Graecensis-Seccoviensis) é uma diocese católica sufragânea  da Arquidiocese de Salzburgo. Até 2006, havia batizado 903.963 pessoas em uma população de cerca de 1.154.013 habitantes. Hoje é liderada por Dom Egon Kapellari.

## Território
A diocese inclui o Estado austríaco da Estíria. A sede episcopal é a cidade de Graz, onde fica a Catedral de Santo Egídio. Já em Seckau se localizada a cocatedral da Assunção da Virgem Maria.
O território é dividido em 388 paróquias.

## História
A diocese foi erigida em Seckau, em 22 de junho de 1218 pelo arcebispo de Salzburgo, Eberhard II, com o consentimento do Papa Honório III, através da carta apostólica Quod non tua, com território desmembrado da própria arquidiocese. Em 1786 a residência do bispo foi transferida de Seckau para Graz.
Até o final do século XVIII, o arcebispo de Salzburgo tinha o poder especial para aprovar, em nome da Santa Sé, a eleição de bispos da diocese.
Em 1859, após a supressão da Diocese de Leoben, foi incorporado este território, tendo também sendo cedido parte do território para a Diocese de Lavant (hoje Arquidiocese de Maribor).
Em 22 de abril de 1963 assumiu seu nome atual.

## Líderes

### Bispos de Seckau
- Karl von Friesach (25 de setembro 1218 - 14 de dezembro de 1230)
- Heinrich (agosto de 1231 - 7 de outubro de 1243)
- Ulrich (janeiro de 1244 - 6 de junho de 1268)
- Wernhard von Marsbach (2 de novembro de 1268 - 20 de janeiro de 1283)
- Leopold (7 de março de 1283 - 13 de dezembro de 1291)
- Heinrich (1292 - 27 de fevereiro de 1297)
- Ulrich von Paldau (1297 - 3 de fevereiro de 1308)
- Friedrich von Mitterkirchen (6 de abril de 1308 - 23 de agosto de 1318)
- Wocho (1318 - 30 de outubro de 1334)
- Heinrich von Burghausen (1334 - 13 de julho de 1337)
- Rudmar von Hader (1337 - 28 de setembro de 1352)
- Ulrich von Weißenegg (30 de outubro de 1355 - 25 de março de 1371)
- Augustin von Münzmeister Breisach, OESA (26 de abril de 1372 - 25 de março de 1380)
- Johann von Neuberg (30 de setembro de 1380 - 10 de junho de 1399)
- Friedrich von Perneck (1399 - 4 de setembro de 1414)
- Sigmar von Holleneck (1415 - 15 de junho de 1417)
- Ulrich von Albeck (15 de dezembro de 1417 - 1431)
- Konrad von Reisberg (? - 8 de junho de 1443)
- Georg Lembucher (1443 - 20 de outubro de 1446)
- Friedrich Gren (1446 - 15 de novembro de 1452)
- Georg Überacker (2 de julho de 1452 - 30 de janeiro de 1477)
- Christoph von Trautmannsdorf (antes de 4 de maio de 1477 - 16 de novembro de 1480)
- Johann Serlinger (1480 - 1481)
- Matthias Scheit (30 de dezembro de 1481 - 1502)
- Christoph von Zach (29 de julho de 1502 - 27 de setembro de 1508)
- Christoph Rauber (1509 - 26 de outubro de 1536)
- Georg von Tessing (1536 - 1541)
- Christoph von Lamberg (1541 - 1546)
- Johann von Malentein (1546 - 1549 ou 1550)
- Petrus Percic (1550 - 8 de maio de 1572)
- Georg Agricola (1572 - 16 de março de 1584)
  - Sigmund von Arzt (1584)
- Martin Brenner (1585 - 1615)
- Jakob Eberlein (1615 - 12 de agosto de 1633)
- Markus Johannes von Aldringen (agosto de 1633 - 3 de fevereiro de 1664)
- Maximilian von Gandolph Künburg (3 de março de 1665 - 12 de novembro de 1668)
- Wenzel Wilhelm von Hofkirchen (1668 - 6 de novembro de 1679)
- Johann Ernst von Thun (29 de dezembro de 1679 - 24 de novembro de 1687)
- Rudolf Joseph von Thun (16 de fevereiro de 1690 - 20 de maio de 1702)
- Franz Anton Adolph von Wagensperg (1702 - 18 de fevereiro de 1712)
- Dominick Joseph von Lamberg (8 de abril de 1712 - 15 de março de 1723)
- Karl Joseph von Kuenburg (21 de abril de 1723 - 4 de outubro de 1723)
- Leopold Anton von Firmian (17 de janeiro de 1724 - 22 de dezembro de 1727)
- Jakob Ernst von Liechtenstein-Kastelkorn (17 de janeiro de 1728 - 26 de janeiro de 1739)
- Leopold Ernst von Firmian (13 de fevereiro de 1739 - 26 de setembro de 1763)
- Joseph Philipp Franz von Spaur (6 de outubro de 1763 - 20 de março de 1780)
- Joseph Adam Arch (6 de abril de 1780 - 1786)

### Bispos de Graz
- Joseph Adam Arch (1786 - 3 de junho de 1802)
- Johann Friedrich von Wartenberg-Waldenstein (13 de agosto de 1802 - 15 de abril de 1812)
- Simon Melchior de Petris (19 de abril de 1812 - 1º de agosto de 1823)
- Roman Sebastian Franz Xaver Zangerle, OSB (10 de setembro de 1824 - 27 de abril de 1848)
- Joseph von Othmar Rauscher (12 de abril de 1849 - 27 de junho de 1853)
- Ottokar Maria von Attems (5 de novembro de 1853 - 12 de abril de 1867)
- Johann Baptist Zwerger (12 de outubro de 1867 - 14 de agosto de 1893)
- Leopold Schuster (20 de outubro de 1893 - 18 de março de 1927)
- Ferdinand Pawlikowski Stanislaus (26 de abril de 1927 - 7 de dezembro de 1953)
- Josef Schoiswohl (18 de janeiro de 1954 - 22 de abril de 1963)

### Bispos de Graz-Seckau
- Josef Schoiswohl (22 de abril de 1963 - 1º de janeiro de 1969)
- Johann Weber (10 de junho de 1969 - 14 de março de 2001)
- Egon Kapellari (14 de março de 2001 - 28 de janeiro de 2015)
- Wilhelm Krautwaschl (16 de abril de 2015)

## Estatísticas
A diocese, até o final de 2006, de uma população de 1.154.013 pessoas havia batizado 903.963, correspondendo a 78,3% da população total.